# Lamorina nitens
Lamorina nitens är en fjärilsart som beskrevs av M.Gaede 1928. Lamorina nitens ingår i släktet Lamorina och familjen tandspinnare. Inga underarter finns listade i Catalogue of Life.